# Fan Changsheng
Fan Changsheng (m. en 318), fue un taoísta ermitaño responsable del establecimiento del reino de Cheng-Han durante la época de los Dieciséis Reinos en los territorios de la China actual. Lideró una comunidad taoísta de más de mil familias en el Monte Qingcheng, en Sichuan. Durante una hambruna crítica, Fan Changsheng proveyó al ejército de Li Xiong con alimentos de la generosidad de su comunidad. Con la ayuda de Fan, Li Xiong logró la victoria sobre el ejército de Luo Shang durante el asedio de Li sobre Chengdu.
Después de la victoria de Li Xiong, este le ofreció el trono a Fan, quien declinó, alegando que el año 304 sería una propicia fecha (jiazi) para que alguien de la familia Li tomara el trono. Fan Changsheng entonces sirvió como el canciller del estado Cheng Han bajo el liderato de Li Xiong, y posteriormente lo persuadió de tomar el título de emperador. Después de la muerte de Fan, su hijo Fan Ben lo sucedió como canciller de Cheng Han.
Fan fue el autor de una obra perdida, Shucai, un comentario de diez volúmenes sobre el I Ching. Él fue considerado más tarde uno de los Ocho Inmortales de Sichuán.